# Liste der olympischen Wettkampfstätten im Bogenschießen
Bei den Olympischen Sommerspielen war Bogenschießen bislang 16 Mal Teil des Wettkampfprogramms.
Diese Liste verzeichnet alle Wettkampfstätten im Bogenschießen bei Olympischen Sommerspielen.
| Jahr | Gastgeber      | Wettkampfstätte                          | andere Sportarten, die an gleicher Stelle ausgetragen wurden                                                                                 | Kapazität |
| ---- | -------------- | ---------------------------------------- | --- | --------- |
| 1900 | Paris          | Bois de Vincennes                        | – | k. A.     |
| 1904 | St. Louis      | Francis Field                            | Leichtathletik, Radsport, Fußball, Turnen, Lacrosse, Roque, Tennis, Tauziehen, Gewichtheben, Ringen                                          | 19.000    |
| 1908 | London         | White City Stadium                       | Leichtathletik, Radsport (Bahn), Wasserspringen, Hockey, Fußball, Turnen, Lacrosse, Rugby, Schwimmen, Tauziehen, Wasserball (Finale), Ringen | 97.000    |
| 1920 | Antwerpen      | Nachtegalenpark                          | – | k. A.     |
| 1972 | München        | Englischer Garten                        | Leichtathletik (Marathon) | 1.100     |
| 1976 | Montreal       | Terrain de tir à l’arc olympique         | – | 2.000     |
| 1980 | Moskau         | Krylatskoje Sports Complex Archery Field | – | 3.000     |
| 1984 | Los Angeles    | El Dorado Park, Long Beach               | – | 4.000     |
| 1988 | Seoul          | Hwarang Archery Field                    | – | 1.200     |
| 1992 | Barcelona      | Camp Olímpic de Tir amb Arc              | – | k. A.     |
| 1996 | Atlanta        | Stone Mountain Park                      | Radsport (Bahn) | 5.200     |
| 2000 | Sydney         | Sydney International Archery Park        | – | 17.500    |
| 2004 | Athen          | Panathinaiko-Stadion                     | Leichtathletik (Marathon, Kugelstoßen) | 7.500     |
| 2008 | Peking         | Olympic Green Archery Field              | – | 5.000     |
| 2012 | London         | Lord’s Cricket Ground                    | – | 6.500     |
| 2016 | Rio de Janeiro | Sambódromo da Marquês de Sapucaí         | Leichtathletik (Marathon) | 36.000    |
| 2020 | Tokio          | Yumenoshima Park                         | – |           |